# Philippsbourg
Philippsbourg – miejscowość i gmina we Francji, w regionie Grand Est, w departamencie Mozela.

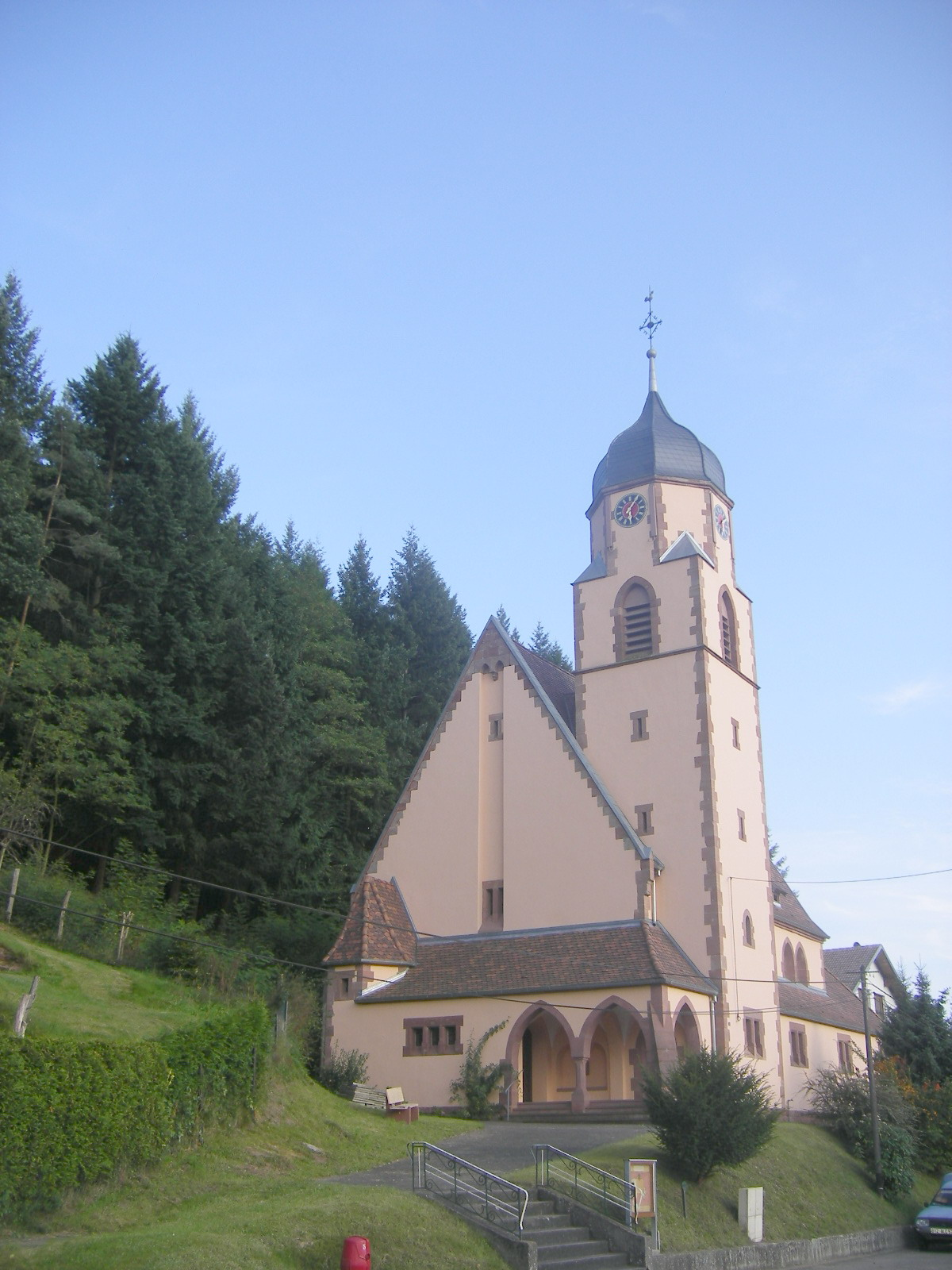
Kościół ewangelicki

Według danych na rok 1990 gminę zamieszkiwały 504 osoby, a gęstość zaludnienia wynosiła 21 osób/km² (wśród 2335 gmin Lotaryngii Philippsbourg plasuje się na 592. miejscu pod względem liczby ludności, natomiast pod względem powierzchni na miejscu 114.).
Miejscowy kościół ewangelicki projektował Arthur Kickton (1911).